# Siegfried Marcus
Siegfried Marcus (18. září 1831, Malchin, Meklenbursko – 1. července 1898, Vídeň) byl všestranný německý vynálezce a automobilový průkopník. Podle pramenů sestrojil v roce 1870 takzvaný Marcusův automobil, který byl jako první na světě poháněn benzínovým spalovacím motorem. Tento první prototyp se však nedochoval. Kolem roku 1889 vznikl v adamovském podniku druhý prototyp Marcusova automobilu, benzinem poháněný automobil se čtyřtaktním motorem, první, jenž byl vyroben v Rakousku-Uhersku a první vozidlo na světě s benzínovým čtyřtaktním motorem a magnetoelektrickým nízkonapěťovým odtahovým zapalováním.

## Život

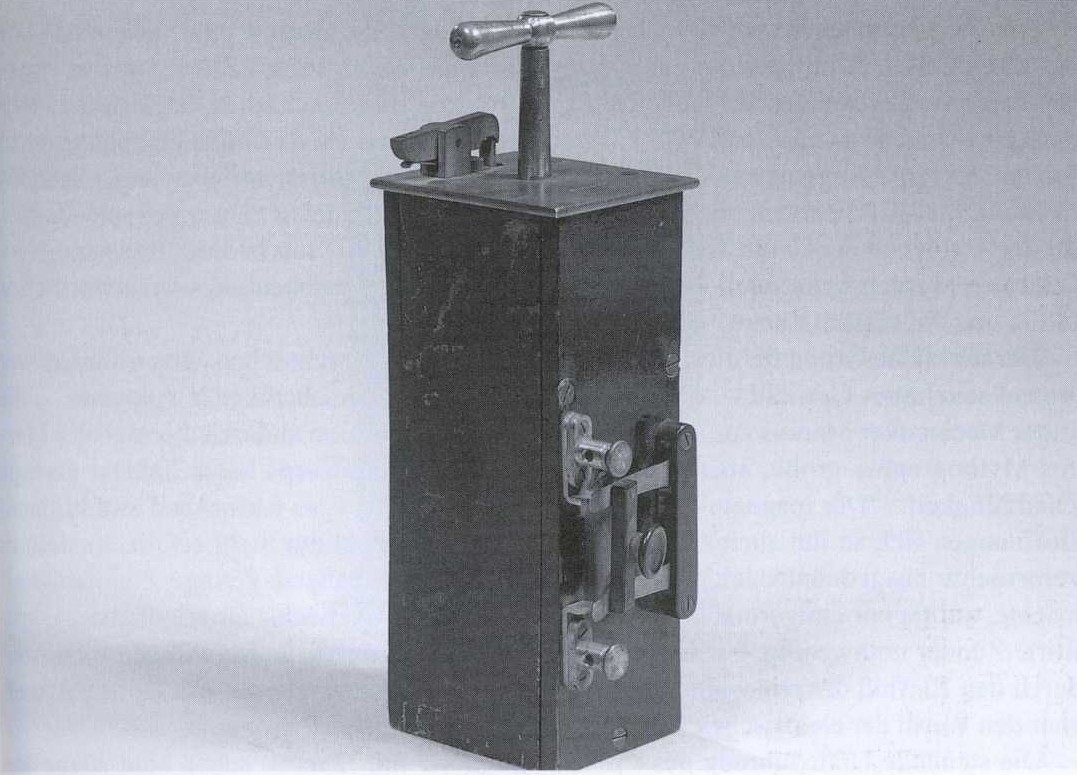
Odpalovací zařízení, tzv. "Wiener Zünder" (Vídeňská roznětka), 1864

Marcus se narodil v tehdejším velkovévodství Meklenbursko-Zvěřínském (Mecklenburg-Schwerin) jako syn židovského obchodníka. Ve 12 letech vstoupil do učení na mechanika. V 17 získal zaměstnání v berlínském strojírenském závodě Siemens a Halske, který budoval telegrafní linky. V roce 1852 se přestěhoval do Vídně, hlavního města Rakouského císařství, kde nejprve pracoval u mechanika Carla Eduarda Krafta a od roku 1854 jako technik ve fyzikálním ústavu Vídeňské univerzity. Zde se vypracoval na asistenta profesora Carla Ludwiga. V roce 1860 si Marcus otevřel vlastní dílnu, která vyráběla mechanické a elektrické zařízení.
K jeho hlavním příspěvkům patří vylepšení přenosového systému telegrafu a odpalovacích zařízení, například takzvaný "Wiener Zünder" (Vídeňská roznětka) z roku 1864.
Siegfried Marcus byl pohřben na protestantském hřbitově ve vídeňském Hütteldorfu. Později byly jeho ostatky přeneseny do "čestné hrobky" na Vídeňském ústředním hřbitově.

### Nacistický přepis historie

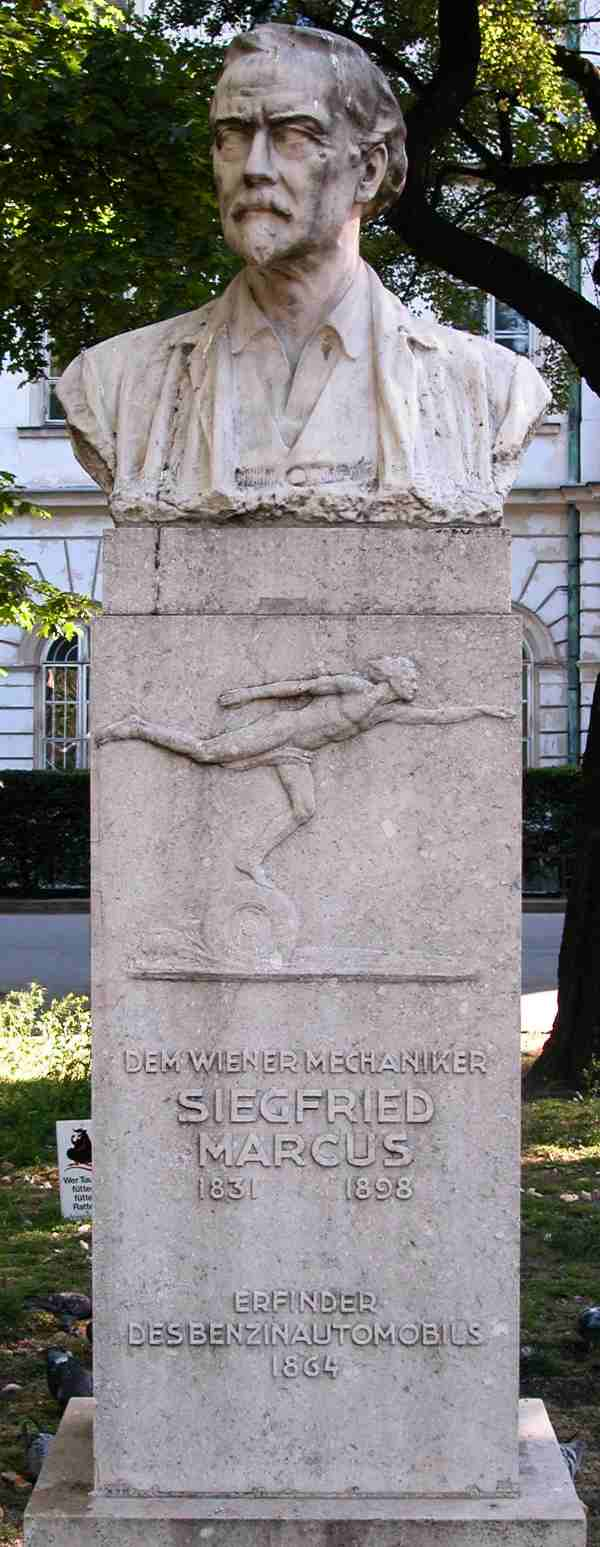
Pomník před Vídeňskou technickou univerzitou

Vzhledem k Marcusově židovskému původu se nacisté zasadili o to, aby zejména v Rakousku zmizelo jeho jméno spolu s veškerými památkami na něj. Marcus coby vynálezce automobilu poháněného benzínovým spalovacím motorem byl za druhé světové války na příkaz říšského ministerstva veřejného osvícení a propagandy odstraněn z německých encyklopedií a jeho jméno bylo nahrazeno jmény Gottlieba Daimlera a Karla Benze.
Po připojení Rakouska k říši v roce 1938 byl odstraněn i Marcusův pomník stojící před vídeňskou technickou univerzitou Po válce byl pomník obnoven a jeho automobil, který byl ukryt před Němci, se navrátil mezi exponáty Vídeňského technického muzea.

## Marcusovy automobily

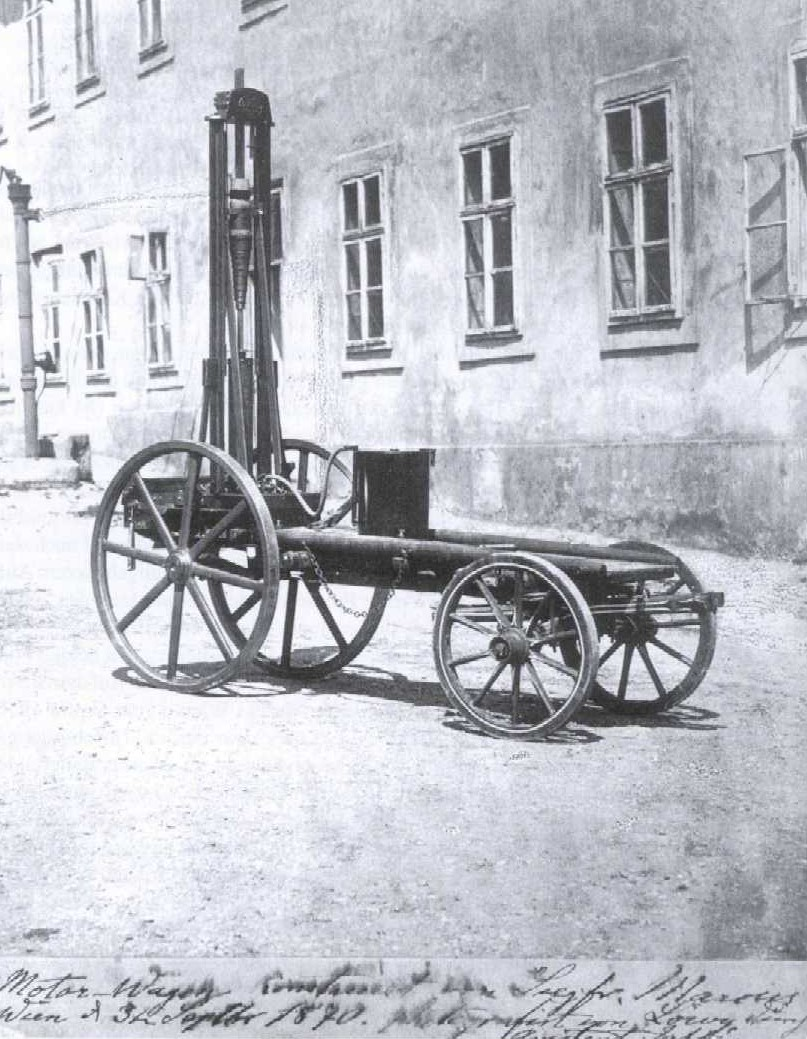
Marcusův vůz z roku 1870

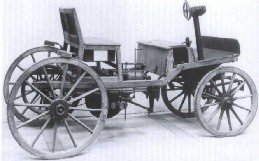
Marcusův automobil z let 1888–1889

Podle informací z existujících zdrojů byl první Marcusův stroj z roku 1870 vlastně přestavěný ruční vozík. Startoval se nadzdvihnutím vozu a roztočením řídicích kol, která se tak ocitla ve vzduchu. Spalovací motor (motor s vnitřním spalováním) byl určen pro tekutá paliva a stal se tak prvním, který poháněl dopravní prostředek při použití benzínu jako paliva. Marcus však nebyl s vozidlem spokojen a rozebral ho.
V roce 1883 obdržel Marcus v Německu patent na nízkonapěťové zapalovací magneto a postavil nový benzinový motor. Tuto konstrukci pak použil pro všechny svoje další spalovací motory včetně toho, který poháněl jediný dochovaný Marcusův automobil z let 1888–1889. Právě díky tomuto zapalování spojenému s kartáčkovým karburátorem byla konstrukce motoru tak průkopnická. V období kolem roku 1886 motor používalo německé námořnictvo ve svých torpédových člunech.
Roku 1887 začal Marcus spolupracovat s moravskou strojírnou Märky, Bromovský a Schulz. Závod nabízel dvoudobé a po skončení Ottova patentu v roce 1886 také čtyřdobé spalovací motory Marcusova typu.
V letech 1888–1889 vyrobili ve strojírně Märky, Bromovský a Schulz automobil, který lze dodnes vidět ve Vídeňském technickém muzeu. Vůz Marcuse proslavil po celém světě. Americká společnost strojního inženýrství automobil prohlásila za jeden z historických mezníků strojního inženýrství.
John Nixon označil v roce 1938 v londýnských The Times Marcusův vývoj automobilu za experimentální v porovnání s Carlem Benzem, který dovedl tuto koncepci od experimentu k výrobě. Nixon se o Marcusově vozu vyjádřil jako o "nepraktickém". Dvanáct let poté, v roce 1950, psaly The Times o automobilu ve Vídeňském technickém muzeu, že byl sestrojen v roce 1875 a že se jedná o první silniční vozidlo poháněné benzinovým motorem. Článek obsahoval i popis jeho první 12kilometrové cesty z Vídně do Klosterneuburgu.

## Patenty
Marcus byl držitelem celkem 131 patentů v 16 zemích. Nikdy nepožádal o patent na automobil, a proto také žádný nevlastnil. Byl nicméně prvním, kdo ve svém přestavěném ručním vozíku použil k pohonu dopravního prostředku benzin.

### Příklady některých Marcusových patentů
- 33258, 10. září 1861, Zdokonalení reléových magnetů[12]
- 2058, 6. června 1872, Zařízení ke směšování paliva se vzduchem[13]
- 286030, 2. října 1883, Vylepšení plynového motoru[14]
- 306339, 7. října 1884, Elektrické zapalovací zařízení pro plynové motory[15]

Souběžně s kapitánem Císařského námořnictva Emilem von Wohlgemuthem vynalezl elektrické odpalovací zařízení pro lodní děla. Výhodou jeho systému bylo, že umožňoval odpalovat děla z lodního můstku, a to buď současnou salvou, nebo ve zvoleném palebném režimu.